# Lucy Citti Ferreira
Lucy Citti Ferreira (São Paulo, 11 de Maio de 1911 --- Paris, 17 de novembro de 2008) foi uma pintora e desenhista brasileira.
Em 1930, em Havre (França), iniciou-se na pintura, estudando com André Chapuy, na Escola de Belas Artes do Havre, onde obtém importantes prêmios. Entre 1932 e 1934, em Paris, aperfeiçoou-se em pintura com Armand Matial na Escola de Belas Artes de Paris.
Participou do Salão de Maio, em suas três versões, acontecidas em São Paulo nos anos de 1937, 1938 e 1939.
De 1935 a 1946, em São Paulo, estudou pintura com Lasar Segall, sendo sua modelo de pintura.
Em 1949, em Paris, casou-se com o pianista e compositor russo Georges Alexandrovitch.